# 152mm houfnice M1938 (M-10)
152mm houfnice M1938 (M-10) (rusky 152-мм гаубица образца 1938 года (М-10)) byla sovětská houfnice vyvinutá v roce 1938. Výroba zahájena v roce 1939 v továrně č. 17, přičemž byly vyrobeny 4 kusy, v roce 1940 dalších 685 a roku 1941 833 ks. Existovala také řada exemplářů s kratší hlavní, určených pro použití v tancích KV-2. Krátce po německém útoku v roce 1941 byla houfnice stažena z výroby. Důvody tohoto rozhodnutí nejsou zcela jasné. Mezi možné příčiny patřily technické potíže spojené s výrobou těchto zbraní a potřeba omezit počet vyráběných typů na ty nejnutnější. Nástupcem houfnice se stala 152mm houfnice M1943 (D-1).
Houfnice tohoto typu ukořistěné německou armádou byly přijaty do výzbroje Wehrmachtu pod označením 15,2 cm sFH 443 (r). Finsko ukořistilo v roce 1941 45 děl a dalších 57 zakoupilo v roce 1944 z Německa. Do výzboje byly zařazeny pod označením 152 H/38. 